# Krütter
Il krütter è un distillato ricavato da vinaccia fermentata con aggiunta di una selezione di erbe. È prodotto in Alsazia. La legge europea vieta l'uso del termine grappa per i prodotti non ottenuti in Italia. Il krütter è anch'esso un distillato di vinacce, anche se tradizionalmente arricchito da una selezione di erbe di 40 differenti specie, arance amare e spezie, da consumare come digestivo alle erbe. In francese viene definito Liqueur digestive aux Plantes, anche se nel prodotto originale la gradazione alcoolica deriva da distillato e non da soluzione aromatizzata di alcool.
In commercio il prodotto è distribuito in confezioni di vetro a 35°. Nella vicina Germania, un prodotto molto simile, anch'esso distillato di vinacce aromatizzato alle erbe, prende il nome di Kräuterschnaps.